# NPX1
NPX1은 N 퍼포먼스 파츠를 장착한 아이오닉 5 N 퍼포먼스 콘셉트 모델이다.

## 상세
NPX1은 2024년 1월 12일 2024 도쿄 오토살롱에서 최초로 공개됐다. 아이오닉 5 N을 베이스로 만들어진 NPX1은 경량 하이브리드 카본 휠, 고성능 브레이크 패드, 다운 스프링, 리얼 카본 소재 프론트 스플리터, 사이드 스커트, 리어 디퓨저, 리어 윙 스포일러 등을 적용으며, 고성능 주행에도 최적화된 에어로 파츠를 적용한 것이 특징이다. 실내에는 알칸타라 소재 및 레이싱 버킷시트를 사용했다.
NPX1에 적용된 파츠들은 프로토타입으로 제품 개발을 구체화해 2024년 중 아이오닉 5 N 퍼포먼스 파츠를 선보일 예정이다. N 퍼포먼스 파츠는 2019년 최초 출시됐으며, 여러 N모델에 걸쳐 차종별로 리얼 카본 소재 스포일러, 디퓨져 등 외장 파츠, 알칸타라 소재를 적용한 스티어링 휠과 파킹 레버 등의 인테리어 파츠, 모노블록 4피스톤 캘리퍼와 하이브리드 대구경 디스크가 적용된 브레이크 시스템, 경량 단조휠 등을 적용했다.

## 같이 보기
아이오닉 5 N
현대 N
현대자동차
현대자동차그룹